# 532 Herculina
Herculina (asteroide 532) é um asteroide da cintura principal com um diâmetro de 222,39 quilómetros, a 2,27571909 UA. Possui uma excentricidade de 0,17861371 e um período orbital de 1 684,42 dias (4,61 anos).
Herculina tem uma velocidade orbital média de 17,89398808 km/s e uma inclinação de 16,31348488º.
Este asteroide foi descoberto em 20 de Abril de 1904 por Max Wolf.